# Michel Poncet de La Rivière

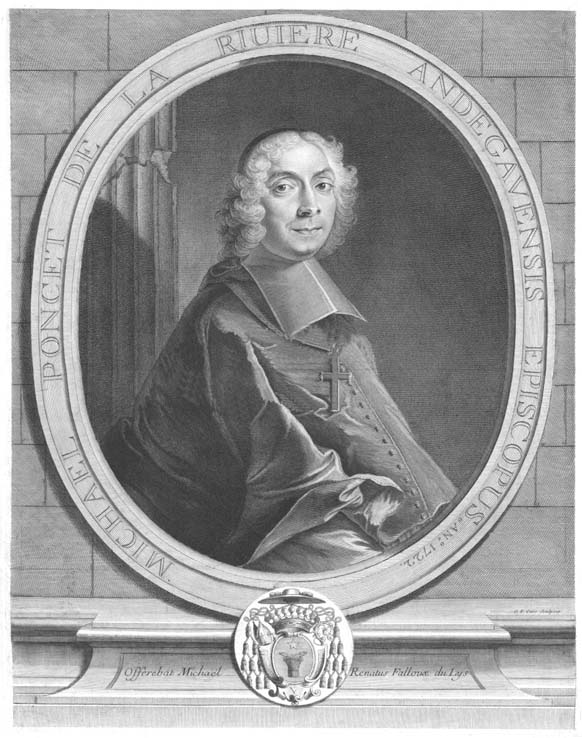
Michel Poncet de La Rivière

Michel Poncet de La Rivière (* 11. Juli 1671 in Paris; † 2. August 1730 in Angers) war ein französischer römisch-katholischer Bischof von Angers, Kommendatarabt und Mitglied der Académie française. Er ist nicht zu verwechseln mit seinem gleichnamigen Onkel (1638–1728), Bischof von Uzès, noch mit dem gleichnamigen Bischof von Sisteron und Erzbischof von Bourges (1609–1677).

## Leben und Werk
Michel Poncet entstammte der Familie Poncet de la Rivière, aus der im 17. und 18. Jahrhundert vier Bischöfe hervorgingen, drei davon mit dem Vornamen Michel. Er wurde 1695 zum Doktor der Theologie promoviert, 1696 zum Priester geweiht und diente seinem Onkel als Generalvikar in Uzès. Als herausragender Prediger und Redner wurde er 1706 vom König zum Bischof von Angers berufen. Daneben war er ab 1700 Kommendatarabt der Abtei Saint-Florent bei Saumur und ab 1721 der Abtei Saint-Junien in Nouaillé-Maupertuis. 1721 machte er seinen Neffen Mathias Poncet de La Rivière (1707–1780), späterer Bischof von Troyes, mit 14 Jahren zum Kanoniker seiner Kathedrale und beaufsichtigte seine Erziehung. 1728 wurde er in die Académie française (Sitz Nr. 30) gewählt und Anfang 1729 feierlich aufgenommen, starb aber bereits im darauffolgenden Jahr im Alter von 59 Jahren. Außer zahlreichen Gelegenheitsschriften, Briefen und Predigten sind keine Werke vorhanden.

## Werke (Auswahl)
- J. Clémot (Hrsg.): Michel Poncet de La Rivière, évêque d’Angers, et l’Oraison funèbre du Régent. In: Mémoires de la Société nationale d’agriculture, sciences et arts d’Angers 1913, S. 31–46. (Digitalisat bei Gallica; Trauerpredigt zum Tod von Philippe II. de Bourbon, duc d’Orléans, Regent)